# Jardin botanique Yeomiji

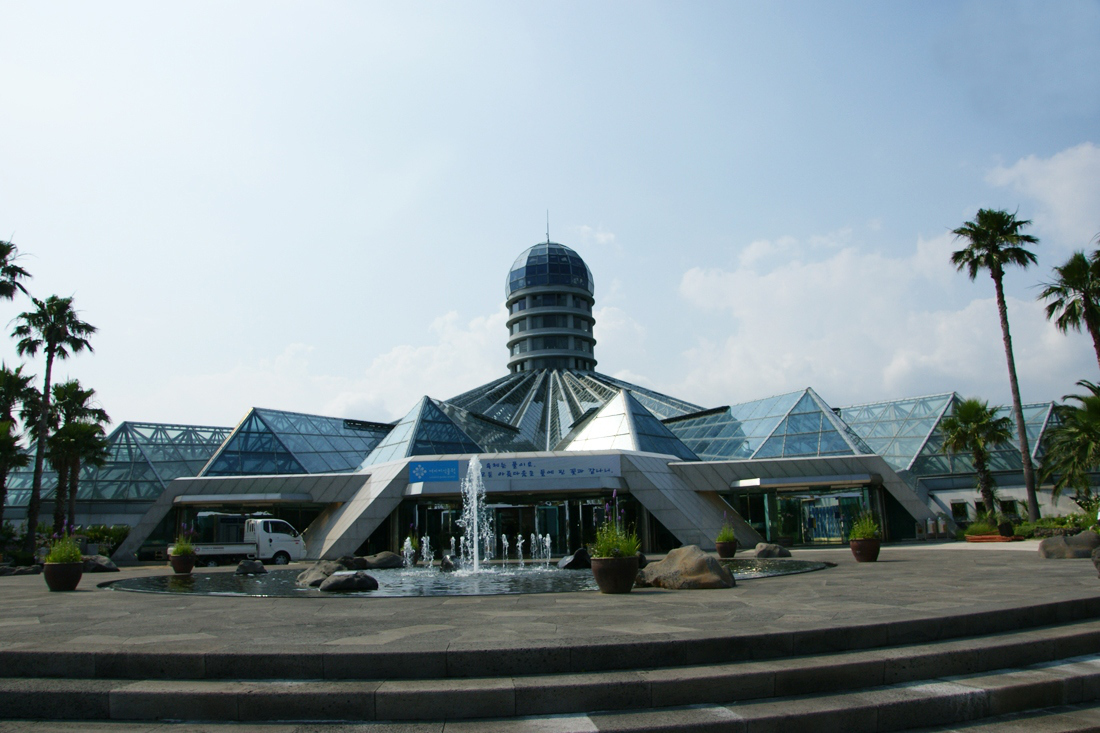
La serre de Yeomiji

Le jardin botanique Yeomiji, situé sur l'ile de Jeju, province de Corée du Sud, est avec ses 28 253 m² l'un des plus grands jardins botaniques d'Asie.
Ce jardin a été créé en 1989. Il se trouve au bord de la mer à l’extrémité sud de la Corée et bénéficie en conséquence d'hivers particulièrement doux et d'un climat subtropical. Il est donc ouvert toute l'année. Construit dans la station balnéaire de Jungmun à 14 km du centre de Seogwipo, il se concentre sur les plantes tropicales et subtropicales. Son aspect original est caractérisé par une grande serre de 12 543  m², subdivisée en quatre jardins à thème (les fruits tropicaux, la jungle, les cactus et les fleurs), surmontée d'une plate-forme de 38 mètres de haut accessible par ascenseur puis escalier. À l'extérieur, on peut visiter des jardins paysagistes de style coréen, japonais, français et italien.